# حبيب أبو صقر
الشيخ حبيب أبو صقر هو أكاديمي مارونية وسياسي ووزير المالية اللبناني الأسبق.